# Atelierhusene
Atelierhusene, eller Kunstnerbyen är ett radhusområde i Utterslev Mose i Köpenhamns kommun. Det byggdes 1940–1943 för att ge överkomligt boende och arbetsutrymme för konstnärer. Det ligger på östra sidan av Utterslev Mose och består av tre rader med vardera sju hus, omgivna av ett litet grönområde och en damm. Husen upplåts till medlemmar av Kunstnersamfundet.

## Historik
Atelierhusene byggdes under tidigt 1940-tal under påverkan av bristen på bostäder och andra utrymmen och bristen på byggnadsmaterial i Köpenhamn under den tyska ockupationen av Danmark under andra världskriget. Bakom projektidén låg skulptörerna Povl Søndergaard (1905–1986) och Johan Galster (1910–1997) och arkitekten Viggo Møller Jensen (1907-2003), som hade studerat samtidigt på Det Kongelige Danske Kunstakademi. Ett liknande projekt hade tidigare framgångsrikt genomförts med byggandet av Kunstnerhjemmet vid Gothersgade i Indre By på 1870-talet. Projektet realiserades i samarbete med Foreningen Socialt Boligbyggeri och med stöd av Inrikesministeriet. Den valda platsen hade tidigare använts för små handelsträdgårdar. Husen färdigställdes 1943. Radhusområdet blev byggnadsminne 1990.

## Bildgalleri

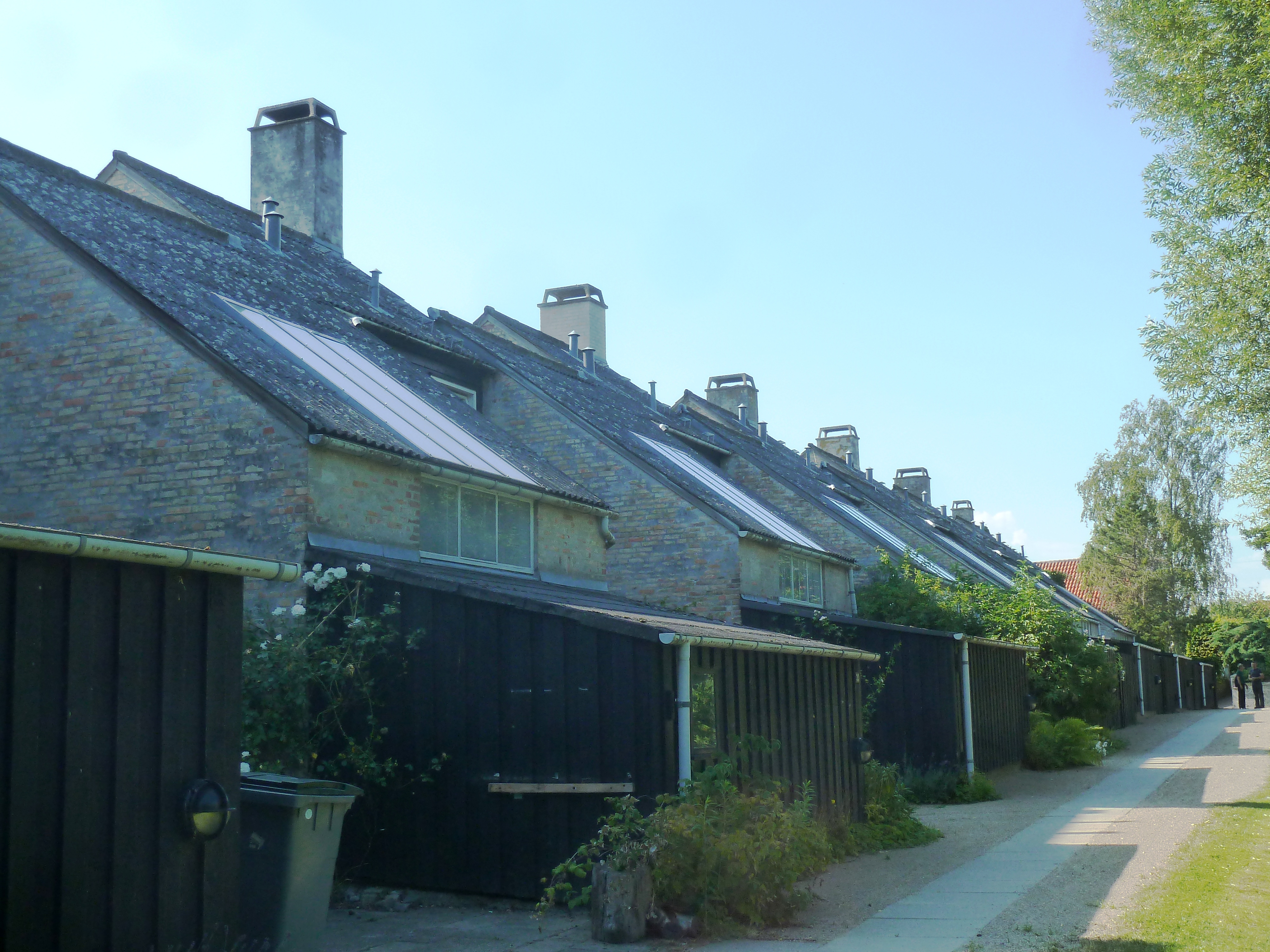
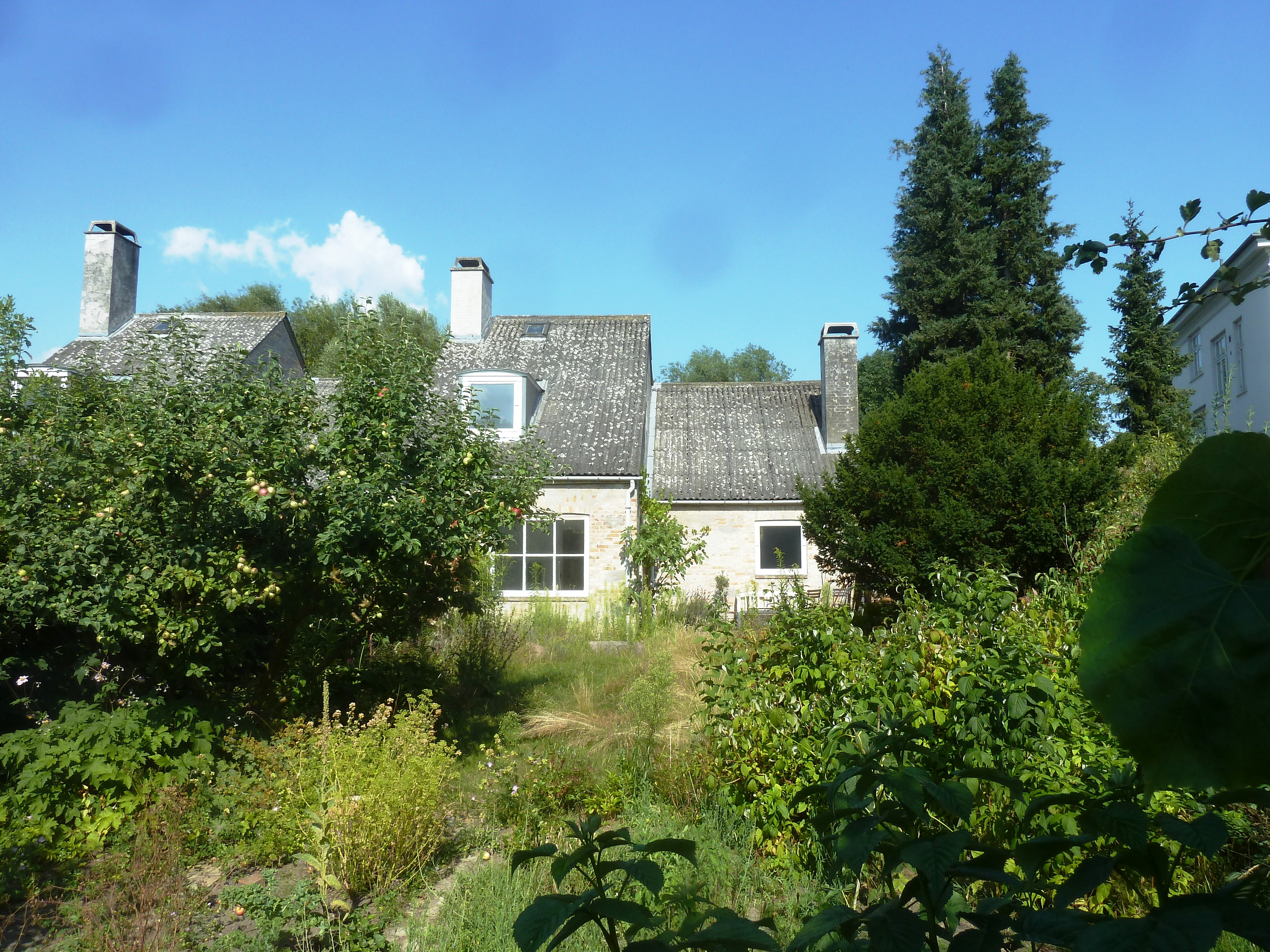
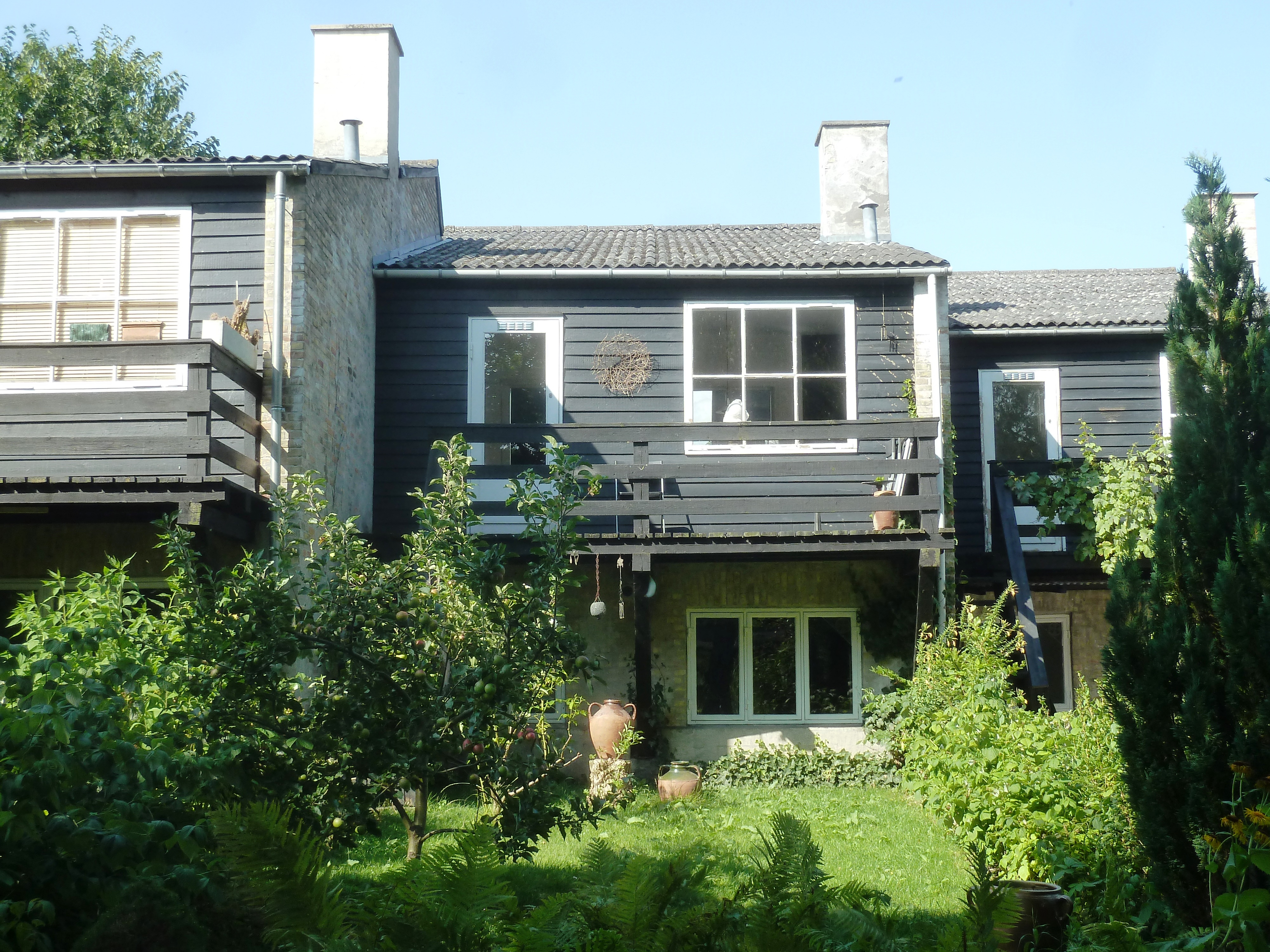

## Arkitektur
Området ligger vid på Grønnemose Allé. De 21 husen, vilka vart och ett har en ateljé på 35 m²  är fördelade på tre rader med bostäder av olika storlek. Dessa rader ligger på tre sidor om en grönyta med en liten damm, som benämns Vigos Sø efter husarkitekten. 
Raden med de smalaste husen ligger utmed gatan. Enrumshusen har en yta på endast 71 m² . De har en liten gård på framsidan och en balkong med utsikt över dammen på baksidan. De två andra raderna, som ligger på ömse sidor om dammen, vinkelrätt mot gatan, består av hus på 105 respektive 116 m² , med tre eller fyra rum. Dessa har en Z-formad planlösning med en gård på framsidan i kontakt med ateljén för att underlätta huggning/snideri på den östra sidan, och en terrass mot trädgården på den västra sidan.